# Five Across the Eyes
Five Across the Eyes, más conocida como Perseguidas en España y Perdidas en la noche en Hispanoamérica, es una película independiente de género mockumentary, producida en 2005, exhibida por primera vez en 2006 y no distribuida hasta 2008.

## Sinopsis
Cinco jóvenes regresan a casa tras un partido en el instituto. Cae la noche y se encuentran desorientadas. Perdidas en un mar de carreteras, un pequeño colmado en medio de la nada parece su salvación. Pero los nervios y las ganas de llegar a casa a la hora prevista las hace verse envueltas en una pequeña colisión que provocará la huida de las atemorizadas chicas por carreteras desconocidas. En ese instante dará comienzo la peor de sus pesadillas, convirtiéndose en víctimas de una brutal y terrorífica persecución por parte de la conductora psicópata del coche contra el que chocaron.

## Reparto
- Jennifer Barnett / Stephanie: Es rubia, alta y ligeramente robusta, viste una blusa blanca con pantalón beige.
- Angela Brunda / Caroline: De baja estatura y pelo castaño viste una blusa azul abajo trae una camisa blanca con pantalón blanco.
- Danielle Lilley / Jamie: Es rubia, delgada y de baja estatura, viste una camiseta de fútbol americano con el núm. 5 abajo trae una playera de manga larga y pantalón de mezclilla, lleva un pañuelo azul en la cabeza.
- Sandra Paduch como / Isabella: De pelo castaño, alta y delgada, viste una blusa y falda corta blanca
- Mia Yi / Melanie: De estatura media, pelo castaño y delgada, viste una playera de manga larga blanco con azul y pantalón de mezclilla
- Veronica Garcia / Conductora psicópata: Es alta de pelo rizado negro, viste una blusa blanca con un saco y pantalón negro, nunca se sabe su verdadero nombre.

## Producción
La película se rodó en Morristown (Tennessee), y el Condado de Greene (Tennessee) en junio de 2005. Fue filmada en tan solo 9 días y con 3 videocámaras MiniDV.

## Curiosidades
- Se planeó que tuviera por título Pumpkins.
- A excepción de las actrices Danielle Lilley y Veronica Garcia, ninguna de las chicas ha vuelto a actuar en otra película.
- El lugar de rodaje se basa en el mismo donde se filmó The Evil Dead.
- La camioneta utilizada para la filmación fue una 1999 Chrysler Town&Country LX.

## Distribución
La película fue distribuida en DVD mundialmente en 2008, y en Blu-Ray únicamente en Francia, el cual contiene escenas eliminadas y un detrás de cámaras.